# 小行星4427
小行星4427（4427 Burnashev）是一颗绕太阳运转的小行星，为主小行星带小行星。该小行星于1971年8月30日发现。
該小行星以俄羅斯天文學家貝拉·A·伯納謝娃和她的丈夫弗拉迪斯拉夫·伊凡諾維奇·伯納謝夫（Vladislav Ivanovich Burnashev）命名。

## 轨道参数
小行星4427的轨道半长轴为3.0296234 UA，离心率为0.100。